# 九龍巴士7M線
九龍巴士7M線是香港九龍一條來往樂富及竹園邨的循環巴士路線，提供來往竹園邨及樂富的接駁巴士服務。
自九巴37M於2010年7月1日改為全空調服務後，本線一度成為全港收費最低廉的非空調巴士路線，不過是冷熱混合線，而且非空調巴士全程收費（當時為$2.4，改為全空調服務前為$2.6）比全港最低廉全空調巴士路線的九巴71B（當時為$1.7，2011年5月加至$1.8）還要貴。

## 歷史
- 1986年5月11日：本線投入服務，主要目的是方便竹園邨的居民接駁地鐵（現稱港鐵）或前往樂富中心。
- 1988年5月16日：改為循環線。
- 1989年11月3日：往樂富方向改經雅竹街及黃大仙道。
- 2003年1月18日：增派空調巴士於本線行走[1]。
- 2012年4月2日：改為全空調服務[2]。
- 2015年6月27日：增設到站時間預報。[3]

## 服務時間及班次
| 樂富開               | 樂富開      | 樂富開       |
| 日期                 | 服務時間    | 班次（分鐘） |
| -------------------- | ----------- | ------------ |
| 星期一至五           | 05:50-07:20 | 15           |
| 星期一至五           | 07:20-08:04 | 11           |
| 星期一至五           | 08:04-08:40 | 12           |
| 星期一至五           | 08:40-09:10 | 15           |
| 星期一至五           | 09:10-13:50 | 20           |
| 星期一至五           | 13:50-20:20 | 15           |
| 星期一至五           | 20:20-22:00 | 25           |
| 星期一至五           | 22:00-00:00 | 30           |
| 星期六、日及公眾假期 | 05:50-10:50 | 25           |
| 星期六、日及公眾假期 | 10:50-18:10 | 20           |
| 星期六、日及公眾假期 | 18:10-21:30 | 25           |
| 星期六、日及公眾假期 | 21:30-00:00 | 30           |

## 收費
全程：$4.3
| - 本線設有12歲以下小童及65歲或以上長者半價優惠。 - 65歲或以上香港居民使用「樂悠咭」，以及12歲以下合資格殘疾兒童使用「殘疾人士身份」個人八達通繳付車資，均可享有每程$2.0或半價（以較低者為準）的票價優惠；12至64歲合資格殘疾人士使用「殘疾人士身份」個人八達通（包括「樂悠咭」），以及60至64歲香港居民使用「樂悠咭」繳付車資，均可享有每程$2.0或全費（以較低者為準）的票價優惠。 - 65歲或以上長者如使用長者或一般個人八達通繳付車資，則只可享有半價優惠；12至64歲合資格殘疾人士如不使用「殘疾人士身份」個人八達通，以及60至64歲人士如不使用「樂悠咭」繳付車資，必須繳付全費。 - 乘客可以現金或八達通於上車時付款，不設找續。 - 每位成人乘客可免費攜帶最多兩名4歲以下而不佔座位的兒童乘客乘車，超額之4歲以下小童必須繳付小童車費乘車。 - 持有「九巴月票」之乘客在車票有效期內，每日可享最多10程任何九龍巴士及龍運巴士路線（包括本路線，以及聯營路線的九龍巴士／龍運巴士提供的班次；惟乘搭機場「A」及「NA」線則可享原價二七折優惠（不會計算每天10次合資格車程））；而B1線則每日可享最多各2程（不會計算每天10次合資格車程）。 - 九龍巴士、城巴、龍運巴士及陽光巴士全職員工及家屬（不包括外判職員）可免費乘搭本路線，惟必須拍職員或職員家屬八達通。 - 乘客亦可透過多元化電子支付系統（e度嘟）繳付車資，包括使用非接觸式VISA卡、JCB卡、萬事達卡、銀聯卡、美國運通、大來國際、Discover Card、Apple Pay、Google Pay、Samsung Pay、AlipayHK「易乘碼」、支付寶、WeChatHK／微信支付「搭車碼」、銀聯雲閃付「乘車碼」及BOC Pay「乘車碼」。乘客使用此付款方式，使用此支付方式的乘客可享有中途下車之分段收費，以及與其他九巴／龍運獨營路線或聯營線九巴／龍運班次之轉乘優惠，惟不適用於與非九巴／龍運路線之轉乘優惠，亦不能享有「公共交通費用補貼計劃」及「長者及合資格殘疾人士公共交通票價優惠計劃」。 |

## 使用車輛
現時本線使用2輛比亞迪K9R 12米（BDE）
| 車隊編號 | 車牌   |
| -------- | ------ |
| BDE2     | UU3461 |
| BDE4     | UU6195 |

## 行車路線

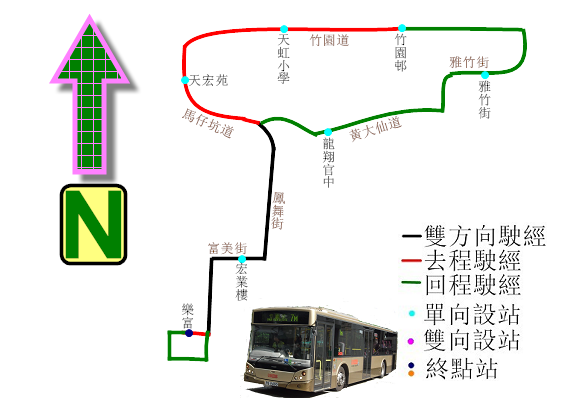
7M線的走線圖

經：橫頭磡東道、富美街、鳳舞街、天橋、馬仔坑道、竹園道、竹園邨巴士總站、竹園道、雅竹街、黃大仙道、馬仔坑道、天橋、鳳舞街、富美街、橫頭磡東道及橫頭磡南道。

### 沿線車站
| 樂富開 | 樂富開         | 樂富開         |
| 序號   | 車站名稱       | 車站位置       |
| ------ | -------------- | -------------- |
| 1      | 樂富巴士總站   | 樂富巴士總站   |
| 2      | 天宏苑         | 馬仔坑道       |
| 3      | 天虹小學       | 竹園道         |
| 4      | 竹園邨巴士總站 | 竹園邨巴士總站 |
| 5      | 雅竹街         | 雅竹街         |
| 6      | 龍翔官立中學   | 黃大仙道       |
| 7      | 橫頭磡邨宏業樓 | 富美街         |
| 8      | 樂富巴士總站   | 樂富巴士總站   |

## 客量
7M線初時是竹園邨接駁港鐵的路線，但隨着逐來逐多巴士及小巴投入服務，現時客量只屬一般，而且只方便竹園邨居民前往樂富中心購物。